# キッス・オブ・ファイア
キッス・オブ・ファイア（英: Kiss of Fire）はウォッカ、スロー・ジン、ドライ・ベルモットを用いたカクテル。同名の曲を由来とする。
キス・オブ・ファイア、キッス・オブ・ファイヤー、キッス・オブ・ファイアー、キス・オブ・ファイアーと表記に揺れがある。

## 概要
1953年に日本バーテンダー協会主催により名古屋市で開催された第5回オール・ジャパン・ドリンクス・コンクールの優勝作品である。作者は石岡賢司。
名称は当時ヒットしていたルイ・アームストロングの楽曲『Kiss of Fire』（原曲『エル・チョクロ』）が由来である。
オール・ジャパン・ドリンクス・コンクールでは、1950年の開催では青い珊瑚礁 (カクテル)を生み出しており、キッス・オブ・ファイアと併せて「第二次世界大戦直後の日本が生んだ傑作カクテル」と称されている。寒色系の青い珊瑚礁と情熱的で真紅のキッス・オブ・ファイアは色彩としても対照的であり、酒場でどちらかが注文されると、その連れがもう一方を注文するといった光景が繰り広げられた。石岡賢司の孫にあたる宇山祐二が遺志を継ぎ、学芸大学駅のBARトリッキーズにて看板メニューとして提供している。

## レシピの例
材料
- ウォッカ - 1/3
- スロー・ジン - 1/3
- ドライ・ベルモット - 1/3
- レモン・ジュース - 2dash

作り方
1. カクテル・グラスの縁を濡らし、砂糖でスノースタイルにする。
2. 氷とともに材料をシェイクする。
3. 上記のグラスに注ぐ。